# Baoshan (Shuangyashan)
Der Stadtbezirk Baoshan (chinesisch 宝山区, Pinyin Bǎoshān Qū) ist ein Stadtbezirk der bezirksfreien Stadt Shuangyashan in der nordostchinesischen Provinz Heilongjiang. Er hat eine Fläche von 422,1 km² und zählt 72.475 Einwohner (Stand: Zensus 2020).

## Administrative Gliederung
Auf Gemeindeebene setzt sich der Stadtbezirk aus sieben Straßenvierteln und einer Großgemeinde zusammen. 